# Hans van Houwelingen (Künstler)
Hans van Houwelingen (* 1957 in Harlingen) ist ein niederländischer Künstler. Seine Arbeit manifestiert sich international in Form von Interventionen im öffentlichen Raum, Ausstellungen, Vorträgen und Publikationen, in denen er die Beziehungen zwischen Kunst, Politik und Ideologie untersucht.
Hans van Houwelingen wurde an der Academie Minerva in Groningen und an der Rijksakademie van beeldende kunsten in Amsterdam ausgebildet. 

## Werke (Auswahl)
Im Münchner Petuelpark steht ein von Hans van Houwelingen kreierter weißer Marienbrunnen. Es handelt sich um eine Kopie einer Figur aus dem 15. Jahrhundert. Durch die Hand des Jesuskindes fließt das Wasser in den Brunnen. Die gewünschte Verbindlichkeit wird durch die in der Nähe befindlichen Kirchen hergestellt.

## Auszeichnungen
- 2015 membership Akademie van Kunsten, University of Amsterdam
- 2013 Koningin Wilhelminaring - oeuvre award
- 1988 Prix de Rome - basisprijs